# W samo południe (album)
W samo południe – album studyjny polskiego rapera ReTo. Został wydany 1 października 2021 roku przez wytwórnię Chillwagon.co.
W kwietniu 2024 album uzyskał certyfikat diamentowej płyty.

## Lista utworów
1. Rewolwer (produkcja: D3W)
2. Billy Kid (produkcja: Kubi Producent)
3. Alarm (produkcja: PSR / FORXST)
4. Blask (produkcja: Raff J.R)
5. Bourbon (produkcja: Raff J.R)
6. Gitara (produkcja: Wroobel / Pukasz)
7. Paw (produkcja: Sergiusz)
8. Jeździec (produkcja: PSR)
9. Lemur (produkcja: PSR)
10. Kingda Ka (produkcja: D3W)
11. Forsa (produkcja: Gara)